# Aktion Leben Österreich
Aktion Leben Österreich ist ein Verein zum Schutz menschlichen Lebens, vor allem am Beginn des Lebens. Die Arbeitsschwerpunkte der „Aktion Leben Österreich“ sind Beratung in der Schwangerschaft, Sexualpädagogik und Öffentlichkeitsarbeit zu bioethischen Themen. Die Philosophie der Aktion Leben Österreich ist es, dass jeder Mensch wertvoll ist und Würde hat – in jeder Phase seines Lebens.

## Organisationsform
Aktion Leben Österreich ist ein privater, unabhängiger und überkonfessioneller Verein, der sich überwiegend aus privaten Spenden finanziert. In den Bundesländern gibt es selbstständige aktion leben-Vereine, die mit aktion leben österreich inhaltlich und organisatorisch eng zusammenarbeiten. Am 14. November 2001 gehörten mehrere österreichische „Aktion Leben“-Regionalvereine zu den ersten 44 Organisationen, die das Österreichische Spendengütesiegel verliehen bekamen.
An der Spitze von Aktion Leben Österreich steht ein ehrenamtlicher Vorsitzender, dem ein ehrenamtlicher Vorstand zur Seite steht. Die Vorstandsmitglieder werden von der Generalversammlung gewählt. Ein  Generalsekretär hat die Geschäftsführung.

## Tätigkeitsfelder
Der Verein berät, begleitet und unterstützt schwangere Frauen oder werdende Eltern, die sich in einer Notsituation befinden. Die Beratung ist non-direktiv. Der Verein bietet Sexualpädagogik für Jugendliche, Bildungsveranstaltungen für alle Altersgruppen und publiziert Broschüren, Spiele, Unterrichtsbehelfe zu den Themen Empfängnisverhütung, Schwangerschaft und Leben vor der Geburt. Der Verein informiert auch über ethische Fragen der modernen Medizin und nimmt dazu Stellung. Die Tätigkeiten werden in einem jährlichen Tätigkeitsbericht zusammengefasst und auf der Website des Vereins veröffentlicht.
Der Verein spricht sich gegen eine neuerliche Bestrafung von Frauen aus, die unter der Fristenregelung abtreiben lassen, gegen Strafsanktionen gegen Ärzte und gegen die offensive Kontaktaufnahme zu abtreibungswilligen Frauen vor Abtreibungskliniken.
Aktion Leben Österreich initiierte den internationalen „Tag des Lebens“, der jährlich am 1. Juni mit der Kampagne „Die Überraschung des Lebens“ in ganz Österreich gefeiert wird. Dieser Tag erinnert daran, dass jeder Mensch einzigartig ist. Darüber hinaus setzt sich aktion leben für eine kinder- und elternfreundliche Gesellschaft ein.

## Kritik
Katholische Lebensrechtsgruppen in Österreich kritisieren, der Verein würde „in grundsätzlichen Fragen gegen die Kirche arbeiten“ (Norbert Rauscher, Jugend für das Leben), und die ergebnisoffene Schwangerenberatung entspreche nicht der kirchlichen Lehre.

## Geschichte
Im Jahre 1954 wurde vom Jesuiten Georg Strangfeld und einer Gruppe engagierter katholischer Akademiker die Aktion Rettet das Leben gegründet zur Unterstützung schwangerer Mädchen und Frauen, da die Abtreibungszahlen trotz der angedrohten Strafe erschreckend hoch waren. Im Jahre 1955 findet die erste größere Veranstaltung an der Universität Wien unter dem Titel „Abtreibung – warum nicht?“ statt. In der Folge wurden in den Bundesländern eine Reihe weiterer „Rettet das Leben“-Vereine gegründet. (1959: Steiermark, Tirol) Im Jahre 1957 findet dann die erste gesamtösterreichische Tagung statt. Die damaligen Ziele waren: Bewusstseinsbildung, Eintreten für eine kinder- und familienfreundliche Politik und Fürsorge für bedürftige Frauen und Familien, z. B. durch finanzielle Unterstützung der Caritas-Mütterhilfe.
Unter der SPÖ-Minderheitsregierung Kreisky I legte Justizminister Christian Broda im Jänner 1971 einen Gesetzesentwurf für eine Strafrechtsänderung vor, welcher eine „Indikationenlösung“ beinhaltete; den SPÖ-Frauen war dieser Vorschlag aber viel zu wenig weitreichend. Im Sommer 1971 trat erstmals die Aktion Leben auf, welche gegen eine „Lockerung der Abtreibungsbestimmungen“ auftrat. Die SPÖ-Frauen beschließen auf ihrer Konferenz einen Antrag gegen die Indikations- und für die Fristenregelung (Straffreiheit in den ersten 3 Monaten); dieser wird am Parteitag der SPÖ dann auch beschlossen. Zwischenzeitlich gewann die SPÖ bei der Nationalratswahl 1971 erstmals die absolute Mehrheit. So wurde die Fristenregelung am 29. November 1973 und, nach Einspruch des Bundesrates, nochmals am 23. Januar 1974 im Nationalrat beschlossen und trat mit 1. Jänner 1975 in Kraft. Von der Aktion Leben wurde 1974 die Sammlung von Unterstützungsunterschriften für das letztendlich 1975 durchgeführte Volksbegehren für den „Schutz des menschlichen Lebens“ und gegen die Fristenlösung initiiert. Es war mit 895.665 Unterschriften das damals größte Volksbegehren. Als sich 1976 der Nationalrat mit dem Entwurf der Aktion Leben befasst, wird er mit 105 zu 75 Stimmen abgelehnt.
Im Jahre 1978 schlossen sich Rettet das Leben und Aktion Leben zusammen. Danach traten immer wieder verschiedene Gruppen unter dem Namen Rettet das Leben auf. Zu den Zielen der 1950er-Jahre kommen heute Beratung und Hilfe und seit 1995 die bioethischen Fragen hinzu.